# Estudantes Sport Club
L'Estudantes Sport Club, noto anche semplicemente come Estudantes, è una società calcistica brasiliana con sede nella città di Timbaúba, nello stato del Pernambuco.

## Storia
L'Estudantes Sport Club è stato fondato il 1º maggio 1958. Il club ha partecipato al Campeonato Brasileiro Série C nel 1990, dove è stato eliminato alla prima fase. Ha anche partecipato al Campeonato Brasileiro Série B nel 1991, dove è stato eliminato alla prima fase. L'Estudantes ha vinto il Campeonato Pernambucano Série A2 nel 2005.

## Palmarès

### Competizioni statali
- Campeonato Pernambucano Série A2: 1

2005